# Michael Xufu Huang
 (juillet 2021).
Le contenu est difficilement compréhensible vu les erreurs de traduction, qui sont peut-être dues à l'utilisation d'un logiciel de traduction automatique.
Michael Xufu Huang  (Chinois: 黄勖夫; né en 1994) est le cofondateur du X Museum de Pékin. Il est également mécène d’art chinois, collectionneur et curateur. En 2017, il est le lauréat américain Forbes 30 under 30. Il est aujourd’hui le seul jury du monde de l’art à avoir sélectionné les candidats pour les listes 2018, 2019, 2020 et 2021 aux Etats-Unis et en Asie à Forbes,, Les activités de collecte d’art de Huang ont conduit le New York Times à le profiler en 2017 comme « something of a next-generation Jeffrey Deitch of China ». Il est également le plus jeune et le premier membre asiatique du conseil d’administration du New Museum de New York et a siégé à son Conseil international du leadership.

## Biographie
Originaire de Chongqing, Huang intègre un lycée britannique, passant ses week-ends au Tate Britain. Il commence à collectionner des oeuvres d’art à l’âge de 16 ans, achetant environ une pièce par an. Il s’intéresse au stylisme et attire rapidement un public important sur son compte Instagram.
Michael Xufu Huang déménage ensuite aux États-Unis. Il y intègre l’université de Pennsylvanie, où il étudie l’histoire de l’art et le marketing et s’engage au sein de la fraternité Zeta Psi. Au cours de ses études supérieures, il commence à collectionner beaucoup plus d’oeuvres qu’auparavant et s’intéresse majoritairement à l’art post-Internet.
En 2014, il cofonde le musée d’art privé à but non lucratif M WOODS, qui se situe dans le quartier 798 Art de Pékin.

## X Museum
En 2020, Huang a cofondé le X Museum, axé sur l’art contemporain chinois, avec la femme d’affaires Theresa Xie. Il est situé dans le district de ChaoYang de Pékin,, Le musée vise à fournir une plate-forme d’art pour les artistes millénaires et présenter des œuvres d’art contemporain qui sont fortement influencées par la mondialisation.Les programmes publics organisés par X Museum incluent Misreading and Being Misread: Queer Experience in China (talk), Human Monster (workshop), and Wonder's Land (performance).
X Museum a annoncé qu’il collaborera avec le projet d’art de Mexico Lulu le 14 mai 2021. Selon le communiqué de press, cette collaboration apportera « transformation of Lulu into a non-profit satellite of X Museum. » Chris Sharp en sera le directeur artistique et la contribution sera apportée à la programmation par X Museum
Il y aura quatre expositions chaque année au Lulu by X Museum. Trois spectacles seront dirigés par le directeur artistique de Lulu Chris Sharp. X Museum sera responsable de la quatrième qui est basée sur un appel ouvert à tous les artistes en Chine.

## Prix et récompenses
- Dans la liste « 30 under 30 », thème Art & Style 2017, de Forbes[5]